# Galerie d'art
Pour les articles homonymes, voir galerie.
Une galerie d'art est généralement un lieu, public ou privé, spécialement aménagé pour mettre en valeur et montrer des œuvres d'art à un public de visiteurs, dans le cadre d'expositions temporaires ou permanentes. La galerie d'art publique, peut être intégrée dans une structure institutionnelle comme un musée, ou  être un lieu d'exposition autonome. La galerie d'art privée, plus particulièrement destinée à la vente, est également un lieu d'exposition et de rencontre, la « vitrine » des marchands d'art.
Les œuvres exposées proviennent généralement des arts plastiques, elles sont accrochées : peintures, dessins, photographies, ou posées au sol : sculptures. Mais on peut également trouver des œuvres de toutes natures, comme du mobilier ancien ou contemporain.
Le récent développement d'Internet a permis la création de « galeries d'art » virtuelles, supprimant notamment les contraintes géographiques.

## AuXVIIIesiècle

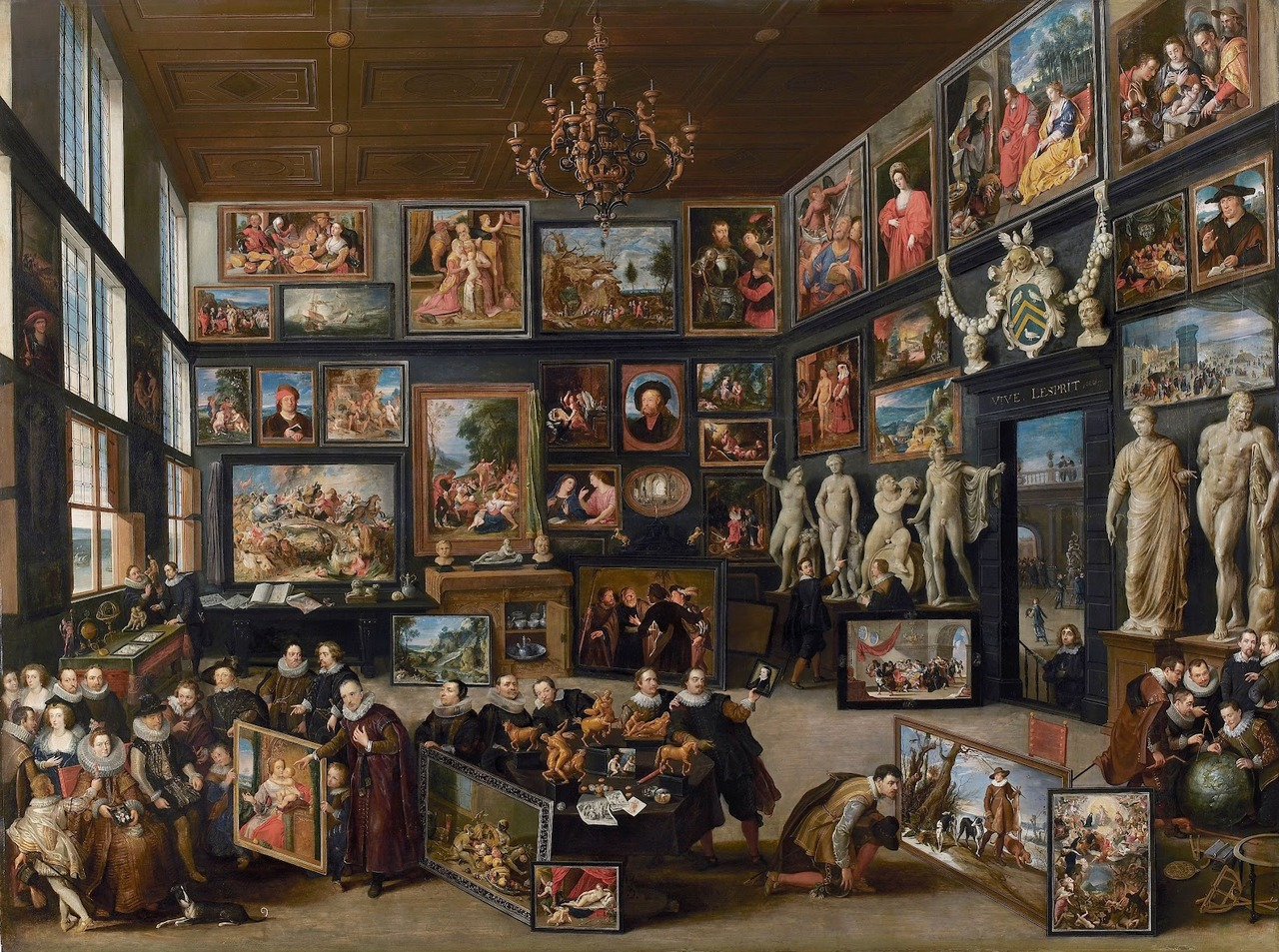
Willem van Haecht : De kunstkamer van Cornelis van der Geest in Antwerpen tijdens het bezoek van de aartshertogen Albrecht en Isabella in 1615 (1628), montre un dispositif d'exposition (kunstkammer, un « cabinet, une pièce réservée aux arts ») de diverses collections chez l'Anversois Cornélius van der Geest (Anvers, Rubenshuis).

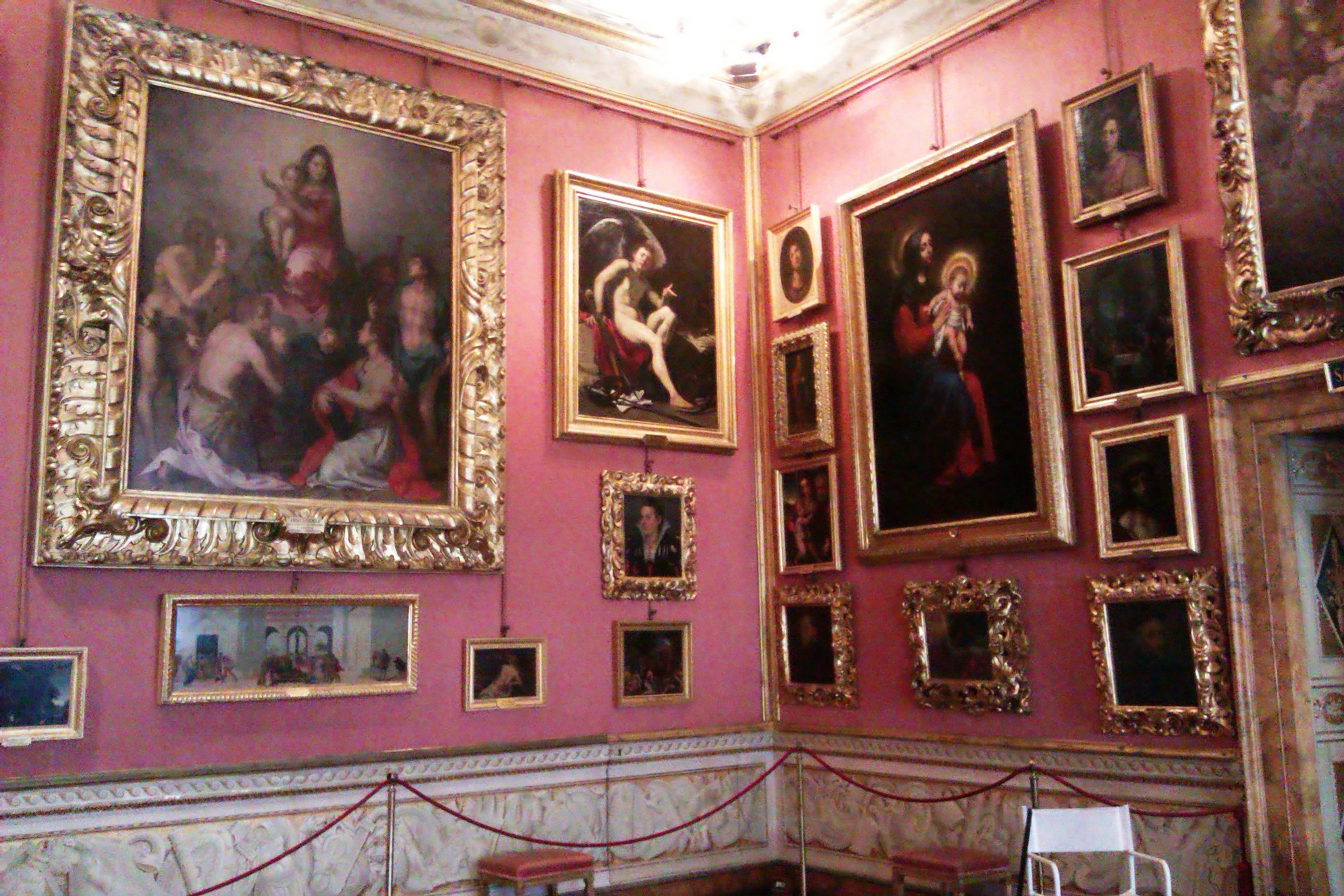
Sala dell'Aurora, Galerie Palatine, Florence.

Dans l‘Encyclopédie, Claude-Henri Watelet rapproche les mots galerie, peintures et arts ainsi : « L'usage des galeries est encore d'y rassembler des tableaux de différents artistes anciens & modernes. Ces collections, loüables en elles-mêmes parce qu'elles contribuent à la conservation des chefs-d'œuvre des Arts, demanderaient sans doute une intelligence quelquefois rare dans ceux qui les forment, pour que chaque composition fût dans la place la plus favorable aux beautés qui font son mérite. ». S'exprimant ainsi, Watelet ne pouvait alors ignorer la suite de galeries où étaient en partie exposées les collections de peintures des princes d'Orléans située au Palais-Royal, ni même bien entendu celles situées dans le palais du Louvre, par exemple la galerie d'Apollon. À Florence, à la même époque, les collections de tableaux des ducs de Toscane accumulées au sein du palais Pitti, sont disposées dans la Galerie Palatine, réparties sur plusieurs rangées, sélectionnées pour des critères décoratifs, et non par époque et par écoles.
Un marché de l'art existe aussi au XVIIIe siècle avec des marchands d'art tels que Edme-François Gersaint en France, ou encore, quelques décennies plus tard, Jean-Baptiste Pierre Lebrun,. La «salle Lebrun» de ce dernier est une salle d'exposition et de ventes, une galerie d'art privée.

## AuXIXesiècle
Au début de ce siècle, les galeries princières sont ouvertes aux publics, et non plus réservées seulement à des visiteurs de marque ou à des privilégiés. Le concept de « galerie nationale », c'est-à-dire regroupant, exposant et conservant tableaux et autres objets d'art inaliénables, prend forme et préfigure la politique muséale moderne. Ainsi, en 1849, Eugène Delacroix peut-il admirer « les Rubens de la grand galerie du Louvre ». Vers la fin du XIXe siècle, apparaissent des marchands d'art qui ouvrent des espaces destinés à la vente d'œuvres d'art et qu'ils appellent « galerie de peintures, de sculptures, etc. » ; cependant, cette expression était déjà passée dans l'usage courant dans les années 1840-1850, elle désignait alors un plus ou moins grand espace privé consacré à l'exposition de collections ; ainsi, Honoré de Balzac fait-il dire à son personnage, Elie Magus, un marchand d'art roublard qui reçoit chez lui pour l'impressionner le peintre Pierre Grassou « qu'il y aura de bons vins, et je compte sur ma galerie pour vous compenser l'ennui qu'un artiste comme vous pourra éprouver parmi des négociants ».

## Époque contemporaine

### Galerie d'art publique
Une galerie d'art publique se différencie d'un musée par l'absence de conservation des œuvres et d'un lieu de stockage in situ. Aucune collection permanente n'y est conservée. Il s'agit d'un lieu d'exposition temporaire accueillant de nouvelles œuvres dès lors qu'il y a événement. La rotation des accrochages donne lieu à de multiples vernissages, et à d'éventuelles publications.

### Galerie d'art privée
Une galerie d'art privée a pour activité marchande de vendre des œuvres et d’assurer la promotion des artistes qu'elle représente généralement sous contrat. Pour vendre les œuvres et faire la promotion de ses artistes, une galerie peut utiliser différents moyens : monter des expositions au sein de son propre espace, ou encore dans d’autres lieux si elle ne dispose pas de locaux adaptés, ou bien exposer de façon virtuelle en ligne les objets qu'elle promeut. Elle peut éditer des prospectus, des brochures et/ou des catalogues sur ses artistes. Certaines galeries font office d'éditeur et publient des collections de monographies, s'entourent de fournisseurs pour effectuer des tirages de multiples (gravure, bronze, etc.).
Elle est dirigée par un galeriste, assimilé à la profession de marchand d'art, regardée comme étant l’intermédiaire entre un artiste et un acheteur.

### La vente
Le galeriste vend des œuvres à l’échelle locale, nationale ou internationale. Au quotidien, le galeriste conseille les acheteurs en vue de vendre les œuvres des artistes qu’il soutient. Lors d’événements - vernissages, conférences, rencontres - il invite un public ciblé de spécialistes, collectionneurs ou représentants d’institutions muséales.
Pour diffuser l’œuvre et la faire connaître, la galerie est généralement pourvue d'une documentation sur l'artiste et l'exposition, parfois d'un rayon librairie. Rarement affichés, les prix sont toujours disponibles, à la demande.
Selon leur taille et leur chiffre d'affaires, elles sont en principe capables d'expertise, de conseils, et sont une source de documentation fiable, à partir du moment où elles travaillent entourées d'experts reconnus. Il n'est pas rare qu'elle soit tenue par une personne passionnée, compétente, souvent spécialisée, avec laquelle le visiteur peut s'entretenir.
Les œuvres d’art proposées à la vente proviennent :
- soit d’un dépôt effectué par l’artiste pour une durée donnée ;
- soit d’un stock constitué par achats d’œuvres, ou par échanges de services. Par exemple, si la galerie aide un artiste à réaliser une édition, en échange il est d’usage que le galeriste se fasse rémunérer par l’artiste par des exemplaires à titre gracieux.

Les galeries peuvent être classées en deux catégories : les galeries marchandes, opérant essentiellement par achats-reventes, et les galeries qui découvrent, soutiennent et, dans certains cas, participent à la réalisation artistique d'un créateur.
Dans les deux cas, elles supportent la logistique et l'administration, à savoir, l'organisation et l'installation des expositions, les assurances, la comptabilité, le stockage, l'emballage, et l'acheminement des œuvres.

### La promotion
En plus de vendre les œuvres, le galeriste assure la promotion de ses artistes. L'objectif principal est de contribuer au rayonnement des artistes qu’il soutient, accroître leur notoriété et ainsi augmenter leur cote, suivant le principe de l'offre et de la demande.
Pour assurer la promotion, il étoffe et entretient son carnet d’adresse (fichier presse et fichier client), crée un réseau (relations avec d’autres professionnels du monde de l’art, maisons de vente, institutions), communique (dossier de presse, mailing, publication de catalogue, photos). Il peut également produire des catalogues raisonnés d'artistes dont la notoriété est déjà établie.
Pour étendre leur visibilité, les galeries les plus importantes participent à des foires nationales ou internationales.
Certaines galeries peuvent aussi soutenir un projet spécifique en trouvant, et souvent en payant, des gens qui vont aider l’artiste — des artisans, des spécialistes (par exemple un fondeur pour un sculpteur) et autres fournisseurs — ou en réunissant les moyens financiers nécessaires, à l'image d'un producteur. Ainsi, la galeriste française Denise René, dans une conversation avec Catherine Millet témoignait, à propos du plasticien Jesús-Rafael Soto que « la galerie a largement participé au financement et à la réalisation de ses œuvres de grand format, surtout celles qui réclamaient des moyens techniques importants et l’aide d’assistants, ce que les musées ne fournissaient pas. Pour réaliser certaines œuvres en métal, nous avons dû rechercher et sélectionner des usines hautement spécialisées ». Plus la création est complexe et onéreuse, plus l’implication de la galerie est nécessaire, toutefois de tels projets de grande envergure contribuent à accroître la notoriété de l’artiste et donc à valoriser les œuvres de la galerie.
Une part de l’activité de la galerie peut également être consacrée à l’édition de multiples et de sculptures. Dès la fin du XIXe siècle, un marchand d’art comme Ambroise Vollard eut l’idée d’inciter les artistes de sa galerie à explorer d’autres médiums pour s'exprimer comme la pierre lithographique par exemple. « Mon idée, à moi », expliquait-il, « était de demander des gravures à des artistes qui n’étaient pas graveurs de profession. Ce qui pouvait être pris pour une gageure fut une grande réussite d’art. ». Il demanda aussi de produire des sculptures à des peintres comme Auguste Renoir (qui accepta) ou Edgar Degas (qui refusa), proposa à Paul Gauguin de tirer en bronze certaines de ses statues ou encore édita en bronze les sculptures d'Aristide Maillol. Il gérait toute l’intendance de ces éditions, commandait les tirages directement auprès des artisans (fondeurs, lithographes…) au fur et à mesure des besoins et des ventes. Il avait compris que ce genre de multiples, vendus à des prix plus accessibles que ceux des œuvres uniques, permettent une plus grande diffusion et sont l’occasion d’approcher un nouveau public. Il ne fut bien entendu pas le seul.

### Le contrat entre la galerie et l’artiste
Il n’y a pas de contrat-type qui lie la galerie et l’artiste. L’usage veut d’ailleurs que le contrat soit oral, la confiance étant la clef de la relation artiste-galerie : cependant, la règle qui prévaut est inféodée aux principes généraux du droit commercial et du droit concernant la propriété intellectuelle. Ce double cadre juridique protège à la fois l'artiste et le marchand d'abus.
On distingue différents degrés d’engagement de la part de la galerie allant de la location de cimaises, au partage des frais engagés, aux contrats ponctuels ou partiels, ou encore aux contrats d’exclusivité.
D’une galerie à l’autre, la nature de l’accord peut différer. Soit le galeriste achète directement l’œuvre auprès de l’artiste qui ne touche pas de commission. Soit l’artiste dépose des œuvres pour une durée définie et touche un pourcentage sur la vente, dans le cadre d'un dépôt-vente avec intéressement. Dans ce dernier cas, la transparence est la règle sans laquelle la confiance ne peut être établie entre les parties.
Le galeriste est contraint de respecter certains droits de l’artiste comme le droit de suite, le droit de reproduction et le droit moral de l’œuvre. Ces droits diffèrent d'un paye à l'autre, d'un espace juridique codifié à un espace reposant sur l'usage et la jurisprudence.
Enfin, les prix sont en général définis par la galerie en concertation avec l’artiste, en fonction de l'état du marché de l'art.

## Galerie d'art virtuelle
L'arrivée d'applications commerciales sur Internet tout à la fin des années 1990 a donné naissance à une nouvelle variante de la galerie d'art, la galerie d'art virtuelle ou galerie en ligne. Elle comble deux des lacunes de la galerie traditionnelle en éliminant les contraintes temporelles ou géographiques et en dématérialisant l'œuvre exposée. L'œuvre est visible en permanence sur le site de la galerie depuis n'importe quel endroit du globe. Cependant, ce n'est que l'image d'une œuvre qui est ici visible et non l'œuvre en elle-même. Même dans le cas d'une création numérique, ce type de site ne fait que reproduire des représentations, rarement dans un format originel ni dans une définition parfaite sur le plan de la qualité du rendu de l'image.
L'évolution du marché de l'art depuis 2010 montre plusieurs tendances : chaque galerie dispose en général d'un site en ligne, à vocation marchande ou de consultation, contenant du même coup la mémoire du lieu ; d'autre part, il existe désormais des sites marchands fédérant plusieurs fonds de galeries : ces sites prennent une commission à la revente. Certains sites de ventes d'art en ligne représentent l'artiste en direct. Ce type d'évolution permet de faire émerger de nouveaux artistes et de nouvelles formes d'expression, tandis que certains sites se spécialisent, se consacrant à des niches.
En ce qui concerne l'art ancien vendu en ligne, il est nécessaire d'examiner l'objet et d'exiger du revendeur des garanties d'experts reconnus, que l'acheteur peut vérifier auprès des différentes chambres d'experts. Les mentions de l'origine et de l'histoire des précédents propriétaires de l'objet sont, au regard du régime international concernant le marché des œuvres d'art, obligatoires. De même, il est nécessaire de disposer des dimensions, de l'état de conservation, et de photographies reproduisant l'œuvre, sous différents angles.
Il existe aujourd'hui des galeries en ligne, qui proposent aux particuliers d'acheter une oeuvre d'art contre quelques euros par mois. Ces entreprises ont des modèles d'affaires qui s'apparentent à des services comme Netflix ou Spotify.